# Anquetierville
Anquetierville es una comuna francesa situada en el departamento de Sena Marítimo, en la región de Normandía.

## Demografía
| 195 | 212 | 215 | 258 | 361 | 337 | 338 |
| Para los censos de 1962 a 1999 la población legal corresponde a la población sin duplicidades (Fuente: INSEE [Consultar]) |     |     |     |     |     |     |